# Municipio de Calumet (Míchigan)
El municipio de Calumet (en inglés: Calumet Township) es un municipio ubicado en el condado de Houghton en el estado estadounidense de Míchigan. En el año 2010 tenía una población de 6489 habitantes y una densidad poblacional de 75,27 personas por km².

## Geografía
El municipio de Calumet se encuentra ubicado en las coordenadas 47°15′27″N 88°26′41″O / 47.25750, -88.44472. Según la Oficina del Censo de los Estados Unidos, el municipio tiene una superficie total de 86.21 km², de la cual 85.88 km² corresponden a tierra firme y (0.38%) 0.32 km² es agua.

## Demografía
Según el censo de 2010, había 6489 personas residiendo en el municipio de Calumet. La densidad de población era de 75,27 hab./km². De los 6489 habitantes, el municipio de Calumet estaba compuesto por el 97.03% blancos, el 0.29% eran afroamericanos, el 0.69% eran amerindios, el 0.22% eran asiáticos, el 0.02% eran isleños del Pacífico, el 0.22% eran de otras razas y el 1.54% pertenecían a dos o más razas. Del total de la población el 1.22% eran hispanos o latinos de cualquier raza.